# The Dream (álbum)
| Críticas profissionais | Críticas profissionais |
| Avaliações da crítica  | Avaliações da crítica  |
| Fonte                  | Avaliação              |
| ---------------------- | ---------------------- |
| allmusic               | link                   |
| About.com              | link                   |
| PopMatters             | link                   |

The Dream é o segundo álbum de estúdio da banda In This Moment, foi lançado em 2008. 
Em vez de ter o som metalcore com o qual a banda começou, The Dream mostra um lado mais melódico da banda, principalmente baseando seu som fora de metal alternativo e rock alternativo. Este álbum, em sua maioria, não possui gritos estridentes de Maria ou vocais severos e, ao invés disso, foca no uso de vocais limpos e harmonização.
O álbum estreou no 73º lugar no Top 200 da Billboard, com vendas na primeira semana de mais de 8.000 cópias  e isto recebeu críticas muito positivas no momento de seu lançamento. The Dream foi relançado nos EUA como The Ultra Violet Edition em 30 de junho de 2009. Ele está fora de catálogo.

## Fundo
Escrever para o álbum começou no final de 2007 e a banda começou a gravar em junho de 2008. Kevin Churko foi contratado como produtor devido a suas diversas colaborações com artistas de heavy metal, rock e pop.

### Estilo
O álbum tem apenas alguns momentos de metalcore, tendo apenas duas faixas que se parecem com metalcore. O som deste álbum é mais inspirado nos anos 80 hard rock / heavy metal com algumas influências de bandas modernas.
Maria conversou com a MTV sobre por que ela escolheu cantar mais limpo em vez de gritar. Ela explicou: "As pessoas sempre elogiam meus gritos, mas eu nunca recebo qualquer feedback sobre o meu canto. Então, eu só queria me desafiar nesse disco."

### Conceito
De acordo com o guitarrista Chris Howorth, o álbum foi chamado de "The Dream", porque eles queriam dar ao ouvinte uma experiência corporal externa. Ele disse:"Em um sonho, tudo pode acontecer. Queríamos fazer um registro que você pudesse estabelecer, apagar as luzes e ter uma experiência completa do corpo externo".

## Promoção e Tour
O primeiro single do álbum foi "Forever", lançado em agosto. A banda estava de olho em "Lost at Sea" ou "Mechanical Love" para o segundo single, no entanto eles se estabeleceram em um cover de "Call Me", de Blondie, que apareceu nas edições de luxo do álbum.
A banda partiu em uma turnê com Five Finger Death Punch e Bury Your Dead em apoio ao álbum. Eles também excursionaram com Mudvayne e Nonpoint como artistas de abertura, e também apareceram na turnê Give It a Name e Warped em 2009. A última turnê que fizeram em apoio ao álbum foi sua primeira turnê chamada A Winter to Remember the tour em novembro. 2009, alonside, In Fear and Faith e We Are Machines.

## Faixas
1. "The Rabbit Hole" - 1:00
2. "Forever" - 4:21
3. "All For You" - 4:55
4. "Lost At Sea" - 3:46
5. "Mechanical Love" - 3:37
6. "Her Kiss" - 4:30
7. "Into The Light" - 4:12
8. "You Always Believed" - 3:40
9. "The Great Divide" - 4:11
10. "Violet Skies" - 3:56
11. "The Dream" - 4:42

## As faixas de bônus de edição Ultra Violet
1. "Call Me" (Blondie Cover) - 3:18
2. "Sailing Away" - 4:00
3. "A Dying Star" - 4:36
4. "Forever" (edit) - 3:52
5. "Call Me" (instrumental) - 3:18